# Chiesa di San Prospero (Varano de' Melegari)
La chiesa di San Prospero è un luogo di culto cattolico dalle forme neoclassiche, situato in località Montesalso Chiesa 78 a Montesalso, piccola frazione di Varano de' Melegari, in provincia e diocesi di Parma; è sede di una parrocchia compresa nella zona pastorale della Pedemontana.

## Storia
Il luogo di culto fu costruito originariamente in epoca medievale; la più antica testimonianza della sua esistenza risale al 1230, quando la cappella de Monte Salso in Plebe de Velio fu citata nel Capitulum seu Rotulus Decimarum della diocesi di Parma.
Nel 1354 fu menzionata per la prima volta la dedicazione del tempio a san Prospero.
La chiesa fu elevata a sede di parrocchia autonoma entro il 1564.
Nel 1762, nel corso di una visita pastorale, il vescovo di Parma Francesco Pettorelli Lalatta, constatando lo stato di profondo degrado in cui versava il luogo di culto, ordinò alla popolazione di ricostruirlo completamente, ma, a causa di disaccordi, gli abitanti si limitarono a ristrutturare l'edificio esistente.

## Descrizione

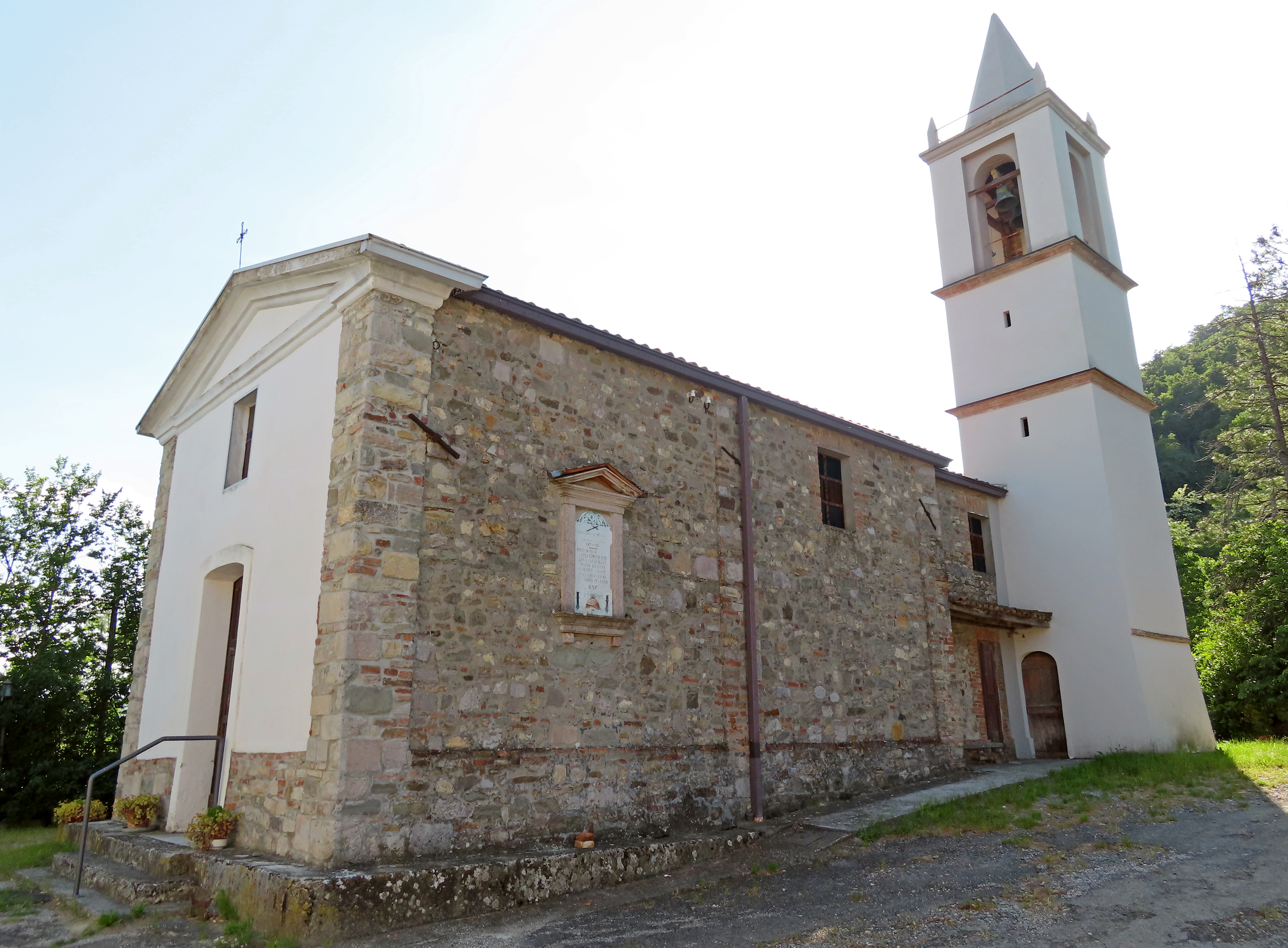
Facciata e lato nord

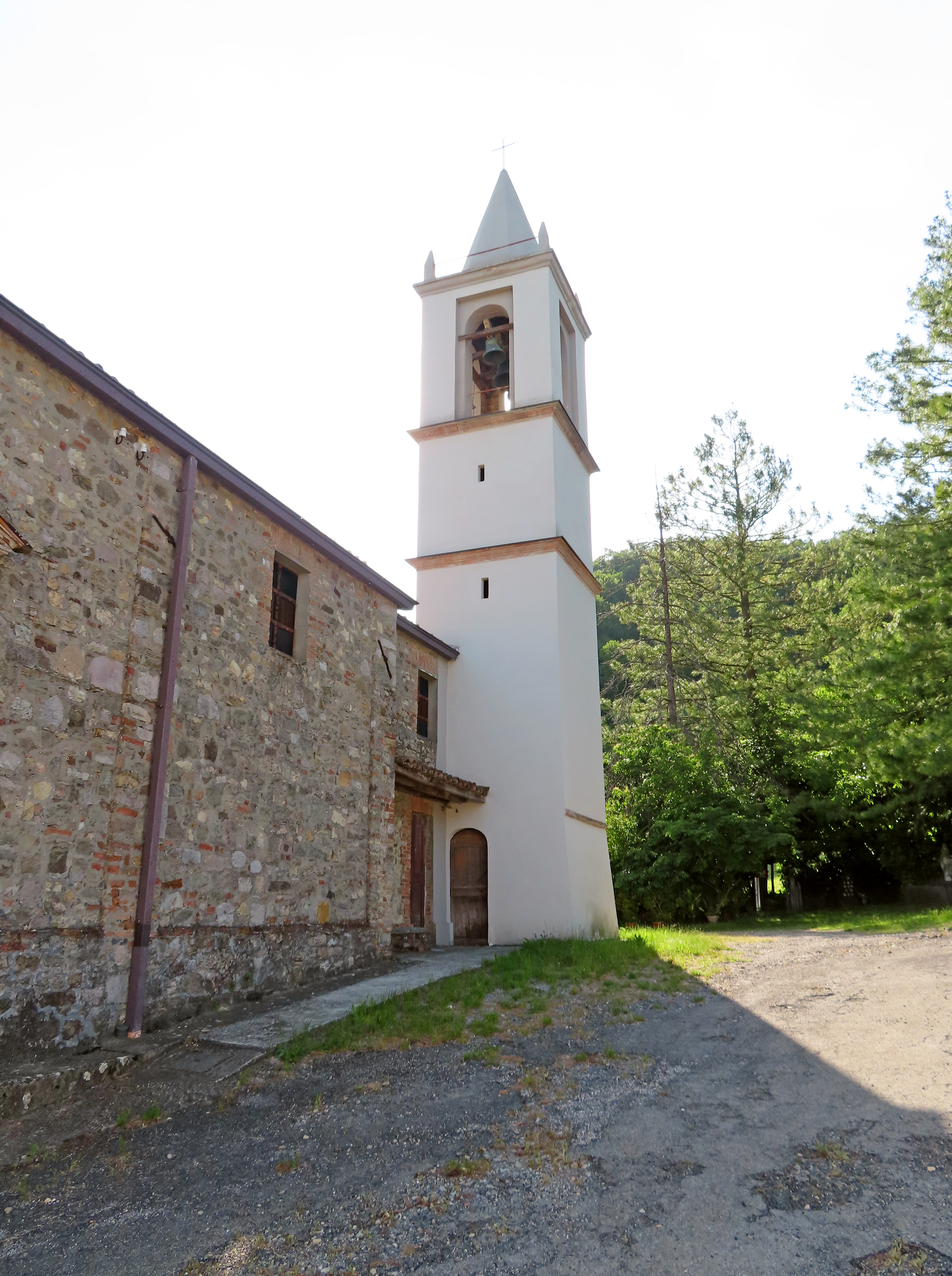
Campanile

La chiesa si sviluppa su un impianto a navata unica affiancata da una cappella sul lato sinistro, con ingresso a est e presbiterio a ovest.
La simmetrica facciata a capanna, quasi completamente intonacata, è delimitata da due lesene e da un basamento in conci irregolari di pietra fluviale; al centro è collocato l'ampio portale d'ingresso ad arco ribassato con cornice modanata; più in alto si apre nel mezzo una piccola finestra rettangolare; a coronamento si staglia un frontone triangolare con cornice in aggetto.
I fianchi, rivestiti interamente in pietra a maglia irregolare, sono illuminati da piccole aperture in sommità; al termine del lato destro si erge su una base a scarpa il campanile intonacato, scandito in tre ordini da sottili fasce marcapiano; la cella campanaria si affaccia sulle quattro fronti attraverso ampie monofore ad arco a tutto sesto, poste all'interno di specchiature rettangolari; a coronamento si eleva nel mezzo, oltre il cornicione modanato in aggetto, un'aguzza guglia a pianta ottagonale, tra quattro piccoli pinnacoli posti sugli spigoli.
All'interno la navata, coperta da due volte a crociera, è scandita in due campate da due massicce paraste, a sostegno del cornicione perimetrale modanato; la cappella, chiusa superiormente da una volta a botte, si affaccia sull'aula attraverso un'ampia arcata a tutto sesto.
Il presbiterio, lievemente sopraelevato, è preceduto dall'arco trionfale; l'ambiente, coperto da una volta a crociera, accoglie l'altare maggiore ligneo a mensa, aggiunto tra il 1970 e il 1980; sul fondo è collocata all'interno di una nicchia una statua in legno raffigurante San Prospero, realizzata nella seconda metà del XIX secolo dallo scultore calestanese Erminio Silvani.